# Diocesi di Portland
La diocesi di Portland (in latino: Dioecesis Portlandensis) è una sede della Chiesa cattolica negli Stati Uniti d'America suffraganea dell'arcidiocesi di Boston. Nel 2021 contava 284.449 battezzati su 1.354.520 abitanti. È retta dal vescovo James Thomas Ruggieri.

## Territorio

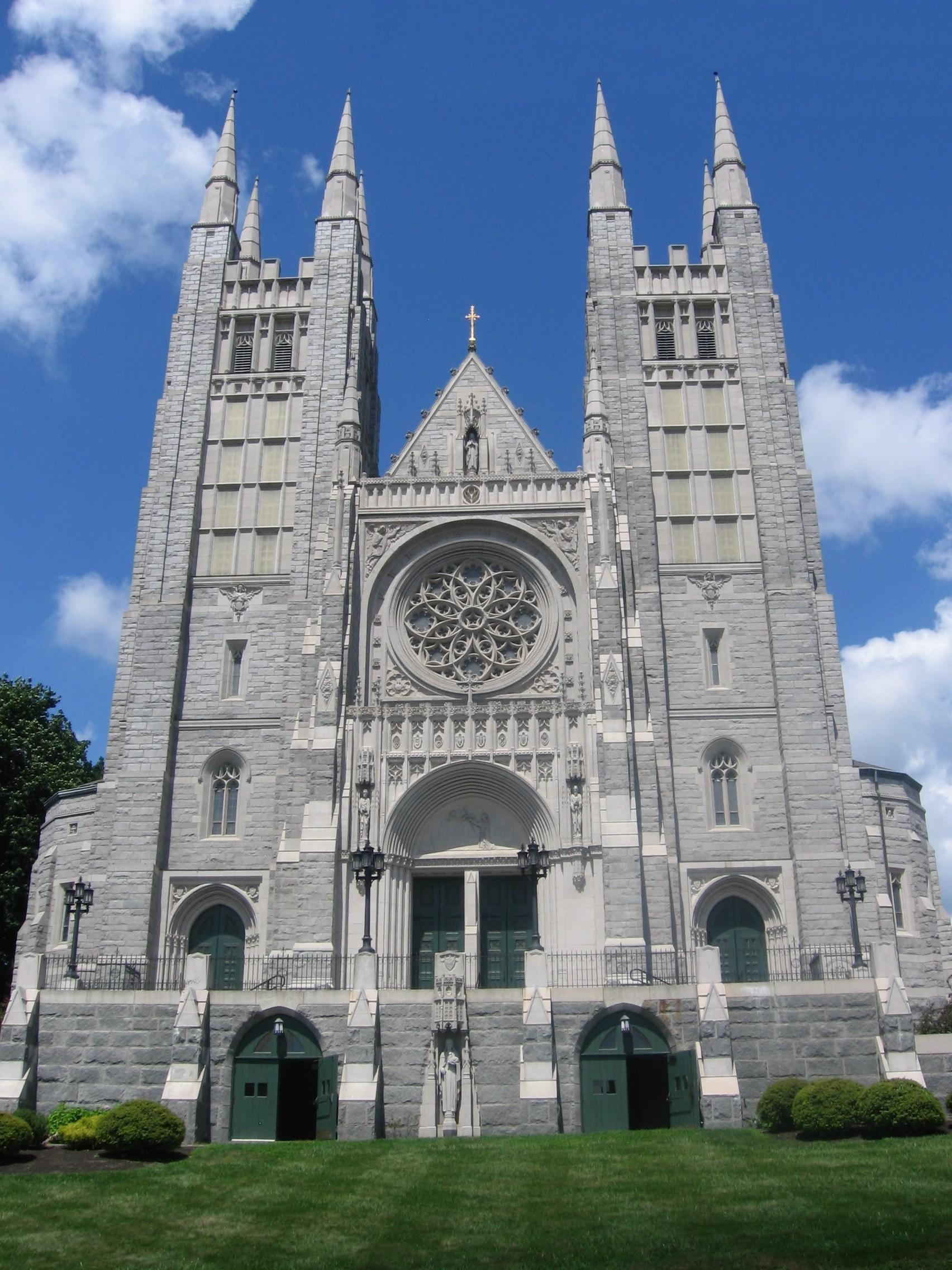
La basilica minore dei Santi Pietro e Paolo di Lewiston.

La diocesi comprende l'intero stato del Maine, negli Stati Uniti d'America.
Sede vescovile è la città di Portland, dove si trova la cattedrale dell'Immacolata Concezione (Immaculate Conception). A Lewiston sorge la basilica minore dei Santi Pietro e Paolo.
Il territorio si estende su 85.541 km² ed è suddiviso in 50 parrocchie.

## Storia
La diocesi è stata eretta il 29 luglio 1853 con il breve Apostolicae servitutis di papa Pio IX,  ricavandone il territorio dalla diocesi di Boston (oggi arcidiocesi).
A seguito del trattato Webster-Ashburton del 1842, che regolò i confini tra Stati Uniti e Canada nella parte settentrionale del Maine, nel 1870 il territorio di Madawaska passò dalla diocesi di Saint John alla diocesi di Portland.
Originariamente suffraganea dell'arcidiocesi di New York, nel 1875 è entrata a far parte della provincia ecclesiastica di Boston.
Il 15 aprile 1884 ha ceduto una porzione del suo territorio a vantaggio dell'erezione della diocesi di Manchester.

## Cronotassi dei vescovi
Si omettono i periodi di sede vacante non superiori ai 2 anni o non storicamente accertati.
- David William Bacon † (23 gennaio 1855 - 5 novembre 1874 deceduto)
- James Augustine Healy † (12 febbraio 1875 - 5 agosto 1900 deceduto)
- William Henry O'Connell † (22 aprile 1901 - 21 febbraio 1906 nominato arcivescovo coadiutore di Boston[2])
- Louis Sebastian Walsh † (3 agosto 1906 - 12 maggio 1924 deceduto)
- John Gregory Murray † (29 maggio 1925 - 29 ottobre 1931 nominato arcivescovo di Saint Paul e Minneapolis)
- Joseph Edward McCarthy † (13 maggio 1932 - 8 settembre 1955 deceduto)
- Daniel Joseph Feeney † (9 settembre 1955 succeduto - 15 settembre 1969 deceduto)
- Peter Leo Gerety † (15 settembre 1969 succeduto - 2 aprile 1974 nominato arcivescovo di Newark)
- Edward Cornelius O'Leary † (16 ottobre 1974 - 27 settembre 1988 ritirato)
- Joseph John Gerry, O.S.B. † (27 dicembre 1988 - 10 febbraio 2004 ritirato)
- Richard Joseph Malone (10 febbraio 2004 - 29 maggio 2012 nominato vescovo di Buffalo)[3]
- Robert Peter Deeley (18 dicembre 2013 - 13 febbraio 2024 ritirato)
- James Thomas Ruggieri, dal 13 febbraio 2024

## Statistiche
La diocesi nel 2021 su una popolazione di 1.354.520 persone contava 284.449 battezzati, corrispondenti al 21,0% del totale.
| anno | popolazione | popolazione | popolazione | presbiteri | presbiteri | presbiteri | presbiteri                | diaconi | religiosi | religiosi | parrocchie |
| anno | battezzati  | totale      | %           | numero     | secolari   | regolari   | battezzati per presbitero | diaconi | uomini    | donne     | parrocchie |
| ---- | ----------- | ----------- | ----------- | ---------- | ---------- | ---------- | ------------------------- | ------- | --------- | --------- | ---------- |
| 1950 | 226.186     | 876.213     | 25,8        | 345        | 248        | 97         | 655                       |         | 221       | 1.506     | 132        |
| 1966 | 270.283     | 969.265     | 27,9        | 353        | 248        | 105        | 765                       |         | 184       | 1.062     | 133        |
| 1970 | 273.392     | 976.000     | 28,0        | 585        | 223        | 362        | 467                       | 1       | 592       | 1.332     | 142        |
| 1976 | 264.538     | 1.028.000   | 25,7        | 281        | 192        | 89         | 941                       |         | 136       | 1.035     | 144        |
| 1980 | 275.376     | 1.028.000   | 26,8        | 322        | 220        | 102        | 855                       | 2       | 136       | 860       | 144        |
| 1990 | 263.327     | 1.219.300   | 21,6        | 285        | 209        | 76         | 923                       | 5       | 105       | 648       | 146        |
| 1999 | 227.183     | 1.227.927   | 18,5        | 233        | 180        | 53         | 975                       | 18      | 26        | 457       | 138        |
| 2000 | 215.077     | 1.227.927   | 17,5        | 234        | 187        | 47         | 919                       | 19      | 72        | 436       | 138        |
| 2001 | 212.253     | 1.227.927   | 17,3        | 223        | 176        | 47         | 951                       | 21      | 78        | 416       | 136        |
| 2002 | 213.680     | 1.274.923   | 16,8        | 211        | 165        | 46         | 1.012                     | 23      | 74        | 397       | 136        |
| 2003 | 217.705     | 1.274.923   | 17,1        | 205        | 157        | 48         | 1.061                     | 24      | 77        | 390       | 135        |
| 2004 | 217.767     | 1.274.923   | 17,1        | 203        | 158        | 45         | 1.072                     | 23      | 71        | 371       | 135        |
| 2010 | 203.000     | 1.358.000   | 14,9        | 179        | 147        | 32         | 1.134                     | 32      | 47        | 280       | 66         |
| 2012 | 207.300     | 1.379.000   | 15,0        | 168        | 139        | 29         | 1.233                     | 42      | 43        | 304       | 57         |
| 2013 | 208.500     | 1.389.000   | 15,0        | 164        | 137        | 27         | 1.271                     | 41      | 38        | 271       | 57         |
| 2016 | 212.992     | 1.418.942   | 15,0        | 157        | 125        | 32         | 1.356                     | 40      | 46        | 210       | 55         |
| 2019 | 200.700     | 1.338.404   | 15,0        | 144        | 113        | 31         | 1.393                     | 45      | 44        | 181       | 55         |
| 2021 | 284.449     | 1.354.520   | 21,0        | 142        | 108        | 34         | 2.003                     | 47      | 42        | 169       | 50         |